# Kiyonobu Okajima
Kiyonobu Okajima (jap. 岡島 清延, Okajima Kiyonobu; * 30. Juni 1971 in der Präfektur Tokio) ist ein ehemaliger japanischer Fußballspieler.

## Karriere
Okajima erlernte das Fußballspielen in der Jugendmannschaft von Yomiuri und der Universitätsmannschaft der Chūō-Universität. Seinen ersten Vertrag unterschrieb er 1994 bei Urawa Reds. Der Verein spielte in der höchsten Liga des Landes, der J1 League. Für den Verein absolvierte er acht Erstligaspiele. 1995 wechselte er zum Zweitligisten Tokyo Gas. Für den Verein absolvierte er 60 Spiele. Ende 1997 beendete er seine Karriere als Fußballspieler.